# Shantae: Risky's Revenge
Shantae: Risky's Revenge é um video game tipo Platforma desenvolvido por WayForward Technologies para Nintendo DSi. O segundo jogo da série Shantae, Risky's Revenge é uma sequência ao video game de Game Boy Color Shantae e é sucedido pela sequência de Nintendo 3DS e Wii U Shantae and the Pirate's Curse, e o quarto jogo Shantae: Half-Genie Hero. Uma versão para iOS foi feita e lançada em 27 de outubro de 2011, contendo um novo "modo mágico". Uma versão para Microsoft Windows foi lançada em 15 de junho de 2014 como Shantae: Risky's Revenge - Director's Cut, contendo um Warp System re-elaborado e o "modo mágico" da versão para iOS. Uma versão para PlayStation 4 de Director's Cut foi lançada em 23 de junho de 2015 e para Wii U em 24 de março de 2016.

## Jogabilidade
O jogador joga como Shantae, uma meio-gênio que deve explorar várias áreas para impedir sua nêmesis, uma pirata maligna chamada Risky Boots. A principal forma de ataque de Shantae é chicotear inimigos com seu cabelo, embora também possa adquirir poderes mágicos que a permitem desempenhar diversos ataques à distância. Para progredir através do jogo, Shantae precisa encontrar vários feitiços de transformação. estes feitiços, ativados pela performance de uma dança do ventre, transformam Shantae em vários animais com habilidades únicas. estes incluem um macaco que pode se agarrar a certas superfícies e se lançar entre paredes, um elefante que pode quebrar rochas para abrir novas áreas e uma sereia que pode mergulhar na água. Jogadores podem usar suas habilidades para acessar novas áreas e encontrar itens especiais escondidos pelo mundo, incluindo Detentores de coração, que aumentam a saúde máxima de Shantae, e Geleia Mágica, que o jogador pode usar para comprar upgrades e habilidades adicionais.

## Ligações Externas
- «Página oficial»